# 网岭镇
网岭镇，是中华人民共和国湖南省株洲市攸县下辖的一个乡镇级行政单位。

## 行政区划
网岭镇下辖以下地区：
洞井社区、甘溪社区、罗家坪村、里旺村、涟滩村、北联村、北坪村、笙塘村、宏大村、江塘村和兴和村。